# Mossberg 500

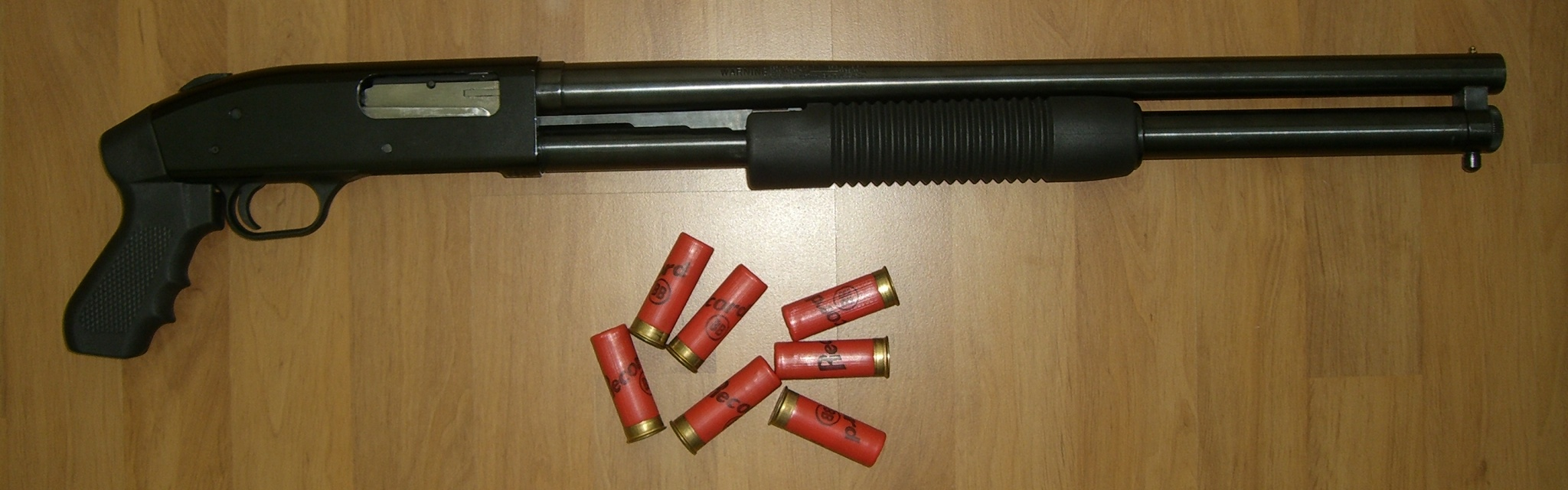
Mossberg 500A Cruiser с 51-сантиметровым стволом

«Моссберг-500» — семейство многозарядных ружей США. 
Сейчас выпускается в различных модификациях, предназначенных как для охоты, так и для полиции, охранников и самообороны. Охотничьи модификации выпускаются со стволами длиной 61, 66 или 71 см с различными, в том числе сменными, дульными сужениями, вентилируемой прицельной планкой или винтовочными прицельными приспособлениями. Модификации, не предназначенные для охоты, имеют магазин на 5—8 ружейных патронов, прицел, состоящий из одной мушки, или диоптрический прицел, и ствол длиной 36, 47 или 51 см с цилиндрической сверловкой, позволяющей использовать практически любые патроны соответствующего калибра. 

## История создания
Ружьё «Моссберг-500» появилось в конце 1961 года.
«Моссберг-500» — ружьё 12 калибра с ручной перезарядкой с помощью подвижного цевья. Ствольная коробка фрезерована из высококачественного алюминия, выступы стального затвора входят в казённую часть ствола, что снижает нагрузку на ствольную коробку. Большинство элементов конструкции также отличаются высокой прочностью и надежностью, что в сочетании с приемлемой стоимостью сделало «Моссберг-500» очень распространённым в полиции оружием. «Моссберг» производит и боевые варианты, одним из которых является модель ATP-8SP с антибликовым покрытием. Возможна установка штыка, есть посадочное место для оптического прицела, на ствол может надеваться перфорированный кожух. Вместо постоянного деревянного приклада можно установить складывающийся вверх металлический приклад. «Моссберг-500 ATP-8SP» завоевала популярность на рынке боевого оружия, но на смену ей уже разработана усовершенствованная боевая модификация.

## Конструкция
«Моссберг-500» представляет собой типичное помповое ружьё, перезарядка которого производится движением цевья вперёд-назад, а запирание канала ствола — перемещающейся внутри затвора вверх-вниз боевой личинкой (в вырезе хвостовика ствола).
Патроны подаются из подствольного трубчатого магазина, который может быть разной длины и ёмкости (от 4 до 8 патронов).
Сверху ствольной коробки имеется четыре отверстия с резьбой, предназначенные для крепления планок под оптические, коллиматорные или диоптрические прицелы.
Ствол, затвор, большинство деталей ударно-спускового механизма и других деталей изготовлены из стали, ствольная коробка (являющаяся единственной номерной деталью) изготовлена из алюминиевого сплава (её прочность обеспечивается большой толщиной металла), основание ударно-спускового механизма и пистолетная рукоятка изготовлены из пластика, приклад и цевьё — из пластика или дерева.
В патронах заводского изготовления в основном используются полиэтиленовые пыж-контейнеры, отлитые как единое целое и состоящие из обтюратора, амортизатора и собственно контейнера, вмещающего дробь или картечь. Данный способ зарядки позволяет немного улучшить кучность выстрела дробью, также позволяет организовать снаряжение патронов на автоматической линии.
Характерной особенностью этого помпового ружья является предохранитель, расположенный сверху ствольной коробки и управляемый большим пальцем. По мнению большинства стрелков, такой предохранитель, аналогичный предохранителям двуствольных ружей, удобнее применяемого на большинстве помповых дробовиков предохранителя в виде кнопки на спусковой скобе, управляемой указательным пальцем. Кроме того, такой предохранитель одинаково удобен при стрельбе как с правого, так и с левого плеча.
При замене штатного приклада на приклад с пистолетной рукояткой или пистолетную рукоятку пользоваться предохранителем становится неудобно, поэтому в США для ружей Mossberg продаются полупистолетные рукоятки (их часто сравнивают с рукояткой обреза).
Стоит также упомянуть, что во время войны во Вьетнаме патроны к ружьям Mossberg 500 снаряжались не дробью или пулями, а цельнометаллическими стреловидными поражающими элементами. В условиях джунглей они не рассеивались, как дробь, а поражали цель, несмотря на значительные препятствия в виде листьев и даже некрупных веток.

## Варианты и модификации
Ружья выпускаются в вариантах 12-го (500A), 20-го (500C) и 410-го (500E) калибров с патронниками длиной 76 мм (есть вариант ружья 12-го калибра с патронником 89 мм).
- Mossberg 500 - изначально предлагалось в двух вариантах исполнения - под патроны 12/70 и 12/76 мм (ёмкость магазина составляла пять патронов 12/70 или четыре патрона 12/76)[1]
- Mossberg 500C - модель под патрон 20/76, выпуск начат в сентябре 1963 года[3]
- Mossberg 500 Bullpup - разработанная в 1985 году модель, скомпонованная по схеме «булл-пап», когда рукоятка управления расположена впереди казённой части ствола. При такой схеме оружие получается значительно короче в сравнении с образцами традиционной компоновки (для сравнения: «Итака-37 Р», длина общая — 1016 мм; «Моссберг-500», длина общая — 784 мм), его удобнее переносить и хранить, что особенно важно для полицейских и армейских подразделений. Ствольная коробка и большая часть ложи покрыты прочным термопластиком, на оружии имеется минимум выступающих частей, которые могут зацепится за одежду или что-нибудь другое. Определённое неудобство заключается лишь в том, что расположение приклада и ствола на одном уровне приводит к необходимости поднимать прицельные приспособления. Компания «О. Ф. Моссберг и сыновья Инк.» производит специальные комплекты деталей для переделки выпущенных ружей «Моссберг-500» по схеме «булл-пап».
- Mossberg 590 - модель, разработанная в 1970-х годах в качестве замены Mossberg 500. Отличается иным креплением ствола к магазину (гайка вместо винта), более прочным воронением и рядом других изменений.
- Maverick 88 - версия «Моссберг-500» с незначительными изменениями в конструкции, выпускается в Мексике[уточнить].

Модификации с пистолетной рукояткой вместо приклада обозначаются словом Cruiser в названии модификации.

## Разборка/сборка
Для разборки ружья необходимо:
1. убедиться, что ружьё разряжено, для чего осмотреть через окно снизу ствольной коробки магазин (должен быть виден его подаватель, изготовленный из красного пластика) и через окно для выброса гильз, отведя затвор назад, — патронник (он должен быть пуст), закрыть затвор и произвести контрольный спуск курка, удерживая ствол в безопасном направлении, поставить оружие на предохранитель;
2. отвести затвор до середины назад;
3. отвинтить рукой винт, соединяющий ствол и магазин. Винт расположен на переднем торце магазина;
4. двигая ствол вперёд, вынуть его из ствольной коробки;
5. подходящим тонким предметом, например отвёрткой, выдавить поперечный штифт, удерживающий ударно-спусковой механизм. Если на ружье стоит пистолетная рукоятка, то её нужно снять перед извлечением ударно-спускового механизма, для этого необходимо вывинтить торцевым ключом-шестигранником винт, соединяющий её со ствольной коробкой;
6. извлечь ударно-спусковой механизм в сборе движением вниз-вперёд;
7. вынуть захваты патронов (две длинные металлические полоски по бокам ствольной коробки);
8. отвести цевьё в крайнее заднее положение, вынуть ползунок, обеспечивающий движение запирающей личинки и затвора;
9. вынуть подаватель патронов;
10. вынуть затвор;
11. вынуть вперёд цевьё в сборе с тягами;
12. вывинтить магазин;
13. извлечь из магазина пружину с подавателем;
14. снять, если необходимо, приклад. Для этого: вывинтить крестовой отвёрткой шурупы, удерживающие затыльник приклада, снять затыльник, длинной плоской отвёрткой вывинтить винт, удерживающий приклад, отсоединить приклад от ствольной коробки.

Самостоятельно проводить дальнейшую разборку не рекомендуется.
Сборка осуществляется в обратном порядке. Стоит помнить, что если вставляемый в ружьё ударно-спусковой механизм взведён, то цевьё должно находиться в переднем положении. Подаватель патронов можно вставить, только если предохранитель включён.

## На вооружении
- США — находится на вооружении армии США[4], а также используется в ряде полицейских департаментов[5] и частными охранными структурами. В 2001 году начата замена ружей Mossberg 500, находящихся на вооружении подразделений военной полиции и морской пехоты США, на ружья M-1014[6]